# Demetriusz (postać biblijna)
Demetriusz – postać biblijna z Dziejów Apostolskich, złotnik z Efezu.
Działalność Pawła z Tarsu, głoszącego, że nie należy oddawać czci dziełom rąk ludzkich, w Efezie podczas jego trzeciej podróży misyjnej wpłynęła negatywnie na popyt na świątynki Artemidy, którymi Demetriusz handlował, dlatego nakłonił on swoich rzemieślników do wszczęcia rozruchów. Porwawszy Gajusa i Arystarcha, towarzyszy Pawła, ruszyli oni do teatru, gdzie przez kilka godzin wygłaszali hasła pochwalne ku czci Artemidy. Manifestacja została jednak rozwiązana przez miejskiego sekretarza. 